# Tomasi (famiglia)

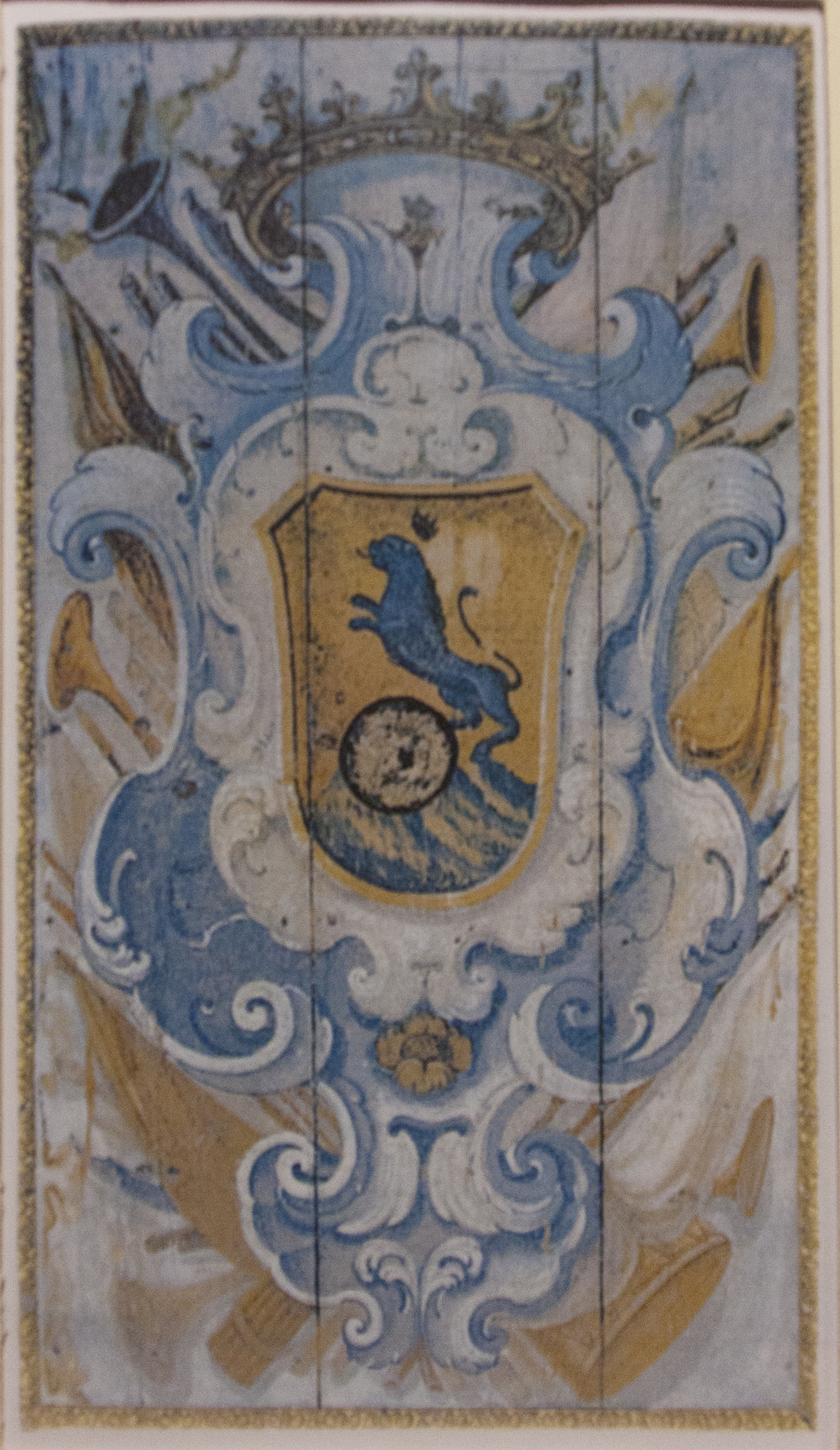
Stemma di Casa Tomasi

I Tomasi (erroneamente citati da alcuni autori come Tommasi) sono un'antica famiglia nobile italiana, secondo la tradizione originaria di Bisanzio (330) e successivamente passata in Ancona (640 circa), diramatasi poi a Recanati (Leopardi), Siena (1100 circa), Cortona, Comacchio, Verona (Tommasi), Tirolo, Petritoli, Fermo (Tomassini), Lazio (Tomassi), Capua, Gallipoli (de' Tomasi), Puglia (de' Tommasi) e in Sicilia.
Il ramo siciliano (consanguineo del ramo dei Tommasini provenienti da Fano e stabilitosi a Reggio Calabria) quello dei principi di Lampedusa,  ha annoverato tra gli esponenti un santo e una venerabile e, da ultimo, lo scrittore Giuseppe Tomasi di Lampedusa (1896-1957), autore del romanzo storico Il Gattopardo.

## Storia

### Origini
Secondo la tradizione, la famiglia Tomasi discenderebbe dai gemelli Artemio e Giustino, figli di un Thomaso, della famiglia romana Leopardi, famiglia che sarebbe originata secondo alcuni da Thomaso stesso, secondo altri da un Leopardo o Licino Leopardo figlio di Crispo, primogenito di Costantino I.

### Ramificazioni
I Thomasi restarono ad Ancona per circa cinque secoli e conservarono il cognome Thomasi. I fratelli Matteo e Pompeo che avevano partecipato alla Prima Crociata con due proprie galee capitanate da Pompeo vennero adottati da Goffredo di Buglione, ammirato dal loro valore, ed assunsero anche il soprannome di Buglioni ottenendo per la Casata ed i discendenti il titolo di Familia Illustris et Catholica.
Pompeo ebbe due figli Arrigo e Rodolfo. Da Rodolfo, che riprese il cognome bizantino, discendono i Leopardi di Recanati mentre il primogenito Arrigo, che conservò il cognome Thomasi, si trasferì a Siena. Da lui discendono vari rami della famiglia.

### I Tomasi/Tommasi del Triveneto
I Tomasi sono cognome diffuso nelle provincie di Trieste, Treviso, Vicenza, Rovigo e Verona. I Tomasi presenti in questa area discendono presumibilmente dal ramo veronese della famiglia.

### I Tomasi/Tommasi del Tirolo
Di madrelingua ladina, tedesca, o italiana, i Tomasi del Tirolo discendono dal ramo asburgico, in primo luogo nella zona compresa dall'Euregio Tirolo-Alto Adige-Trentino, ma con diramazioni anche in Friuli, Trieste, e Istria. Tra i rappresentanti più significativi si distinguono Natale Tommasi, architetto e cavaliere dell'Ordine imperiale di Francesco Giuseppe, Alois Tomasi, barone di Altenburger von Marckenstein, da cui deriva il ramo Altenburger von Marckenstein und Frauenberg, Udalrich Tomasi, massaro e cancelliere del Capitolo del Duomo di Trento, Oddone Tomasi, pittore e incisore, Antonius Tomasi von Meanberg, Graf di Meano, da cui discende il ramo Tomasi von Tütschen a cui appartengono anche Adriano Tomasi Travaglia, già vescovo ausiliare di Lima e Francesco Tomasi, membro del I Congresso antimassonico internazionale di Trento, Ferdinand Tomasi, patriota roveretano e zio di Ettore Tolomei, Michael Tomasi, Freiherr di Innsbruck, e Josef Tomasi, Capitano del 3. Reggimento imperiale Kaiserjäger.

### I Tomasi-Leopardi
La tesi della discendenza della famiglia Leopardi dai Thomasi, sulla quale concordano diversi autori, venne sostenuta da Monaldo Leopardi, padre del grande poeta Giacomo Leopardi, nella sua Istoria gentilizia di casa Leopardi da Recanati, che indicò, quale ulteriore prova della comune discendenza con i Tomasi di Lampedusa (ebbe uno scambio epistolare anche con il "Gattopardo"), l'identità dello stemma "indizio urgente di origine comune".
Alla stessa agnazione appartiene altresì la nobile famiglia Leopardi, ascritta al ceto nobiliare di Amatrice, diramatasi anche in Abruzzo, un ramo della quale prese dimora nella città di Penne, ove venne ascritta a quel patriziato e decorata del titolo di "Baroni di Civitaquana e Ginestra", ed un altro in Canzano, ove visse il famoso eroe risorgimentale Pier Silvestro Leopardi.
Ultimi discendenti del ramo rimasto ad Amatrice sono i fratelli conti Giuseppe e Pier Silvestro Leopardi; eredi del ramo trasferitosi a Canzano sono il barone Virginio de Sanctis Martellacci ed il conte Mauro Rosati di Monteprandone de Filippis Delfico e suo figlio Francesco Alfonso (1994).

### I Tomasi di Siena
Il ramo di Siena ebbe come capostipite Arrigo (1120 circa), il quale prese in sposa Virginia Bandinelli, sorella del futuro papa Alessandro III. Il primogenito della coppia divenne cardinale mentre il secondogenito Bartolomeo si sposò ed ebbe tre figli maschi, il secondogenito dei quali, Giugurta Tomasi, consigliere senese, fu il continuatore della stirpe. Il terzogenito Nicolò venne nominato da Federico II marchese di Montaperto nel 1227.. Fra i suoi discendenti il ceppo dei Battilori che annoverò un pittore (Bartolo di Fredi Battilori) e Cecco, nato verso la fine del XIII secolo, il quale sposò una nipote di papa Pio II ed ebbe due figli: Bandino capostipite dei Bandini marchesi di Montaperto estintisi nel 1761 e dei Tomassini; Thomaso, dal quale discendono i Tommasi di Vignano, i Tommasi di Cortona, i Tomasi di Comacchio e i Tomasi di Capua. Da Capua uno dei discendenti si trasferì a Licata, diventando il capostipite dei Tomasi di Lampedusa.

### I Tomasi/Tomassini
Francesco figlio di Thomaso, nato il 1445, console fiorentino ad Ancona, dove si era trasferito, sposò Giovanna Vittoria Tomassini e divenne il capostipite di questo ramo dei Tomasi che prese il cognome Tomassini, trasferendosi poi da Ancona a Petritoli e Fermo.
Andrea Vitello segnalò l'ultimo discendente diretto, il principe Ugo Giuseppe L. M. Tomassini nato nel 1927 e deceduto nel 2011 in Florida.

### I Tomasi/Tommasi di Vignano
Da Giacomo, figlio di Thomaso, discendono i Tommasi di Vignano (la doppia M è probabilmente frutto di qualche errore di trascrizione), trasferitisi intorno al 1600 a Verona. È uno dei rami più vitali dei Tomasi, in quanto sono tuttora numerosi i discendenti diretti in linea maschile. Una storia della genealogia familiare è stata scritta da Angelo Tommasi di Vignano.
Tra i discendenti viventi ha molta notorietà Tomaso Tommasi di Vignano.

### I Tomassi del Lazio
Intorno al 1200-1300 circa, ci sono prove della presenza di un ramo della famiglia con cognome "Tomassi" nel territorio dell'attuale Gubbio(Umbria).
Attualmente i Tomassi risiedono nel Lazio, prevalentemente nella provincia di Roma e di Frosinone.

### I Tomasi/Tommasi marchesi di Montaperto
Dal ceppo senese discendono anche i marchesi di Montaperto il capostipite dei quali fu Bandino, cattedratico all'Università di Siena. Il ramo dei marchesi di Montaperto si è estinto nel XVIII secolo. Annoverò giuristi, gonfalonieri, capitani del popolo, ambasciatori. Il raddoppio della M del cognome è probabilmente dovuto ad un errore commesso dal tipografo al quale la vedova di Giugurta, dell'ottava generazione del ramo, commissionò la stampa postuma della sua opera Historie di Siena.

### I Tomasi di Comacchio
I conti Tomasi di Comacchio sono, secondo il comacchiese Gio Francesco Ferro un ramo dei Tomasi trasferitosi a Comacchio. Anche Pierpaolo Proli nella sua dedica "al reverendissimo Padre Abbate D. Domenico Tomasi" prefazione di un'opera del Bonaveri da lui ampliata e corretta richiamando il Sansovino fa risalire le origini della famiglia Tomasi di Comacchio ("ove per la sua splendidezza e generoso trattamento è stata sempre considerata per una delle principali nobili famiglie di quella città),  ai gemelli anconetani.

### I Tomasi di Capua
I senesi Mariano Tomasi, conte di Castel Vignano, ed il suo terzogenito Luigi ospitarono Alfonso V d'Aragona nella fortezza di Montaperto quando nel 1455 questi si recò in Toscana per conquistare Firenze. L'impresa non riuscì; Mariano e Luigi furono mandati al confino ed i loro beni vennero confiscati. I due si trasferirono, al seguito di Alfonso, a Capua dove godettero di un trattamento privilegiato ottenendo onori e possedimenti sia da Alfonso che dal figlio di lui Ferdinando I, che nominò Pietro, il figlio di Luigi barone. Pietro, che alla fine venne sepolto nella cappella della famiglia all'interno della cattedrale di Capua, ebbe dalla moglie, la senese Blanditia Branchini, cinque figli, tre maschi e due femmine. I Tomasi di Capua si estinsero nel XVII secolo perché i numerosi maschi nati in quel secolo si dedicarono tutti alla carriera ecclesiastica.
La discendenza fu assicurata da Mario che nel secolo precedente si era trasferito in Sicilia al seguito del duca Marc'Antonio Colonna, diventando il capostipite dei Tomasi di Sicilia, noti in tutto il mondo, grazie al romanzo il Gattopardo come "Tomasi di Lampedusa".

### I de' Tomasi di Gallipoli
Secondo un antico manoscritto conservato nella biblioteca comunale di Gallipoli Filadelfo Mugnos scrisse che un membro della famiglia dei Tomasi di Siena, Filippo de' Tomasi,  si trasferì a Gallipoli. Un suo omonimo discendente venne nominato prima conte e poi barone. I de' Tomasi, imparentatisi con diverse famiglie nobili delle Puglie, ebbero incarichi prestigiosi. Giovanni Battista de' Tomasi' giudice giubilato della gran corte criminale e speciale, fu filologo, letterato ed archeologo. I de' Tomasi diedero cinque sindaci ed un governatore a Gallipoli. Lo stemma del casato simile, se non identico, a quello dei Tomasi di Lampedusa campeggia ancor oggi sul palazzo de' Tomasi che non appartiene più alla famiglia, tuttora esistente, ed è stato trasformato in bed and breakfast.

### I Tomasi di Sicilia
Il ramo siciliano dei Tomasi, noti come Tomasi di Lampedusa caratterizzato nel XVII secolo dalla forte religiosità dei suoi componenti annovera, oltre allo scrittore, san Giuseppe Maria Tomasi, cardinale, una beata, Isabella Tomasi, che nel romanzo Il Gattopardo diventa la Beata Corbera e numerosi ecclesiastici. La linea maschile è estinta e sopravvivono solo discendenti nelle linee femminili; contrariamente a quanto avveniva per le famiglie nobili degli altri stati italiani nel regno delle Due Sicilie i titoli nobiliari venivano trasmessi anche in linea femminile quando si estingueva la discendenza maschile.

## Stemma

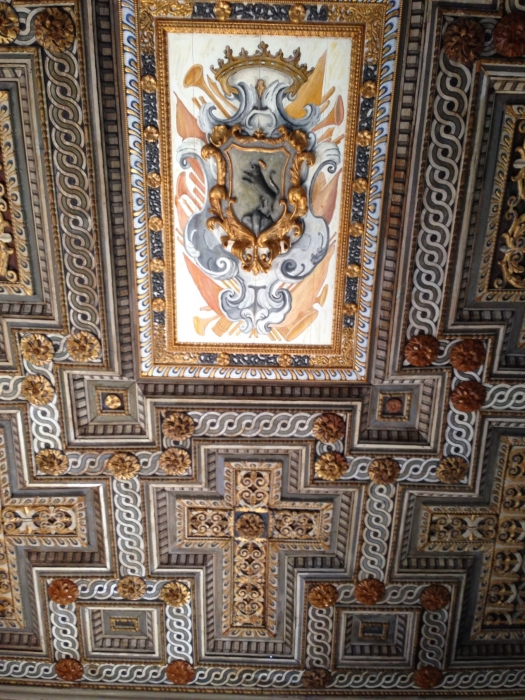
L'arma dei Tomasi (Palazzo ducale, Palma di Montechiaro)

- Arma: D'azzurro al leopardo d'oro illeonito, sostenuto da un monte di tre cime di verde cucito.[7]
- Motto: spes mea in deo est[7]